# Schweizer Meisterschaften im Biathlon 2014
Die Schweizer Meisterschaften im Biathlon 2014 fanden am 29. und 30. März 2014 im Nordischen Zentrum Ulrichen statt. Sowohl für Männer als auch für Frauen wurden Wettkämpfe im Sprint und im Massenstart ausgetragen. Die Titelkämpfe bildeten zusammen mit dem Finale des RUAG Swiss Cups den Saisonabschluss.

## Männer

### Sprint 10 km
| \| Platz \| Starter \| Verein \| Zeit \| Schießfehler \| \| ----- \| ------------------ \| -------------------------- \| ------- \| ------------ \| \| 1 \| Benjamin Weger \| SC Obergoms \| 24:15,0 \| 1+0 \| \| 2 \| Ivan Joller \| SC Bannalp-Wolfenschiessen \| 24:58,0 \| 1+1 \| \| 3 \| Simon Hallenbarter \| SC Obergoms \| 25:23,4 \| 0+2 \| | Datum: 29. März 2014 |                            |         |              |
| Platz | Starter              | Verein                     | Zeit    | Schießfehler |
| 1 | Benjamin Weger       | SC Obergoms                | 24:15,0 | 1+0          |
| 2 | Ivan Joller          | SC Bannalp-Wolfenschiessen | 24:58,0 | 1+1          |
| 3 | Simon Hallenbarter   | SC Obergoms                | 25:23,4 | 0+2          |

#### Junioren (1993/1994)
| Platz | Starter          | Verein            | Zeit    | Schießfehler |
| ----- | ---------------- | ----------------- | ------- | ------------ |
| 1     | Severin Dietrich | SC Sarsura Zernez | 27:07,2 | 0+1          |
| 2     | Jules Cuenot     | SC La Brévine     | 27:13,0 | 2+1          |

#### Jugend (1995 und jünger)
| Platz | Starter           | Verein         | Zeit    | Schießfehler |
| ----- | ----------------- | -------------- | ------- | ------------ |
| 1     | Lino Föhn         | SC Ibach       | 21:26,8 | 0+0          |
| 2     | Nirando Bacchetta | SSC Toggenburg | 21:55,5 | 2+0          |
| 3     | Yannik Kreuzer    | SC Obergoms    | 22:04,6 | 3+0          |

### Massenstart 15 km
| \| Platz \| Starter \| Verein \| Zeit \| Schießfehler \| \| ----- \| ------------------ \| ----------- \| ------- \| ------------ \| \| 1 \| Benjamin Weger \| SC Obergoms \| 37:26,4 \| 1+1+1+2 \| \| 2 \| Simon Hallenbarter \| SC Obergoms \| 37:56,7 \| 0+1+1+1 \| \| 3 \| Mario Dolder \| SSC Riehen \| 38:08,0 \| 0+0+0+3 \| | Datum: 30. März 2014 |             |         |              |
| Platz | Starter              | Verein      | Zeit    | Schießfehler |
| 1 | Benjamin Weger       | SC Obergoms | 37:26,4 | 1+1+1+2      |
| 2 | Simon Hallenbarter   | SC Obergoms | 37:56,7 | 0+1+1+1      |
| 3 | Mario Dolder         | SSC Riehen  | 38:08,0 | 0+0+0+3      |

#### Junioren (1993/1994)
| Platz | Starter          | Verein            | Zeit    | Schießfehler |
| ----- | ---------------- | ----------------- | ------- | ------------ |
| 1     | Jules Cuenot     | SC La Brévine     | 33:21,6 | 0+0+2+2      |
| 2     | Severin Dietrich | SC Sarsura Zernez | 35:06,7 | 1+1+1+2      |

#### Jugend (1995 und jünger)
| Platz | Starter           | Verein                   | Zeit    | Schießfehler |
| ----- | ----------------- | ------------------------ | ------- | ------------ |
| 1     | Joscha Burkhalter | SC Zweisimmen            | 30:13,5 | 1+1+3+1      |
| 2     | Nirando Bacchetta | SSC Toggenburg           | 31:01,0 | 2+2+0+2      |
| 3     | Sandro Bovisi     | STB Stadtturnverein Bern | 31:25,1 | 2+3+1+1      |

## Frauen

### Sprint 7,5 km
| \| Platz \| Starter \| Verein \| Zeit \| Schießfehler \| \| ----- \| --------------- \| --------------------- \| ------- \| ------------ \| \| 1 \| Selina Gasparin \| SC Gardes-Frontière \| 21:36,7 \| 2+1 \| \| 2 \| Irene Cadurisch \| SC Gardes-Frontière \| 22:40,9 \| 1+2 \| \| 3 \| Elisa Gasparin \| SC Bernina Pontresina \| 23:45,7 \| 1+3 \| | Datum: 29. März 2014 |                       |         |              |
| Platz | Starter              | Verein                | Zeit    | Schießfehler |
| 1 | Selina Gasparin      | SC Gardes-Frontière   | 21:36,7 | 2+1          |
| 2 | Irene Cadurisch      | SC Gardes-Frontière   | 22:40,9 | 1+2          |
| 3 | Elisa Gasparin       | SC Bernina Pontresina | 23:45,7 | 1+3          |

#### Juniorinnen (1993/1994)
| Platz | Starter        | Verein                | Zeit    | Schießfehler |
| ----- | -------------- | --------------------- | ------- | ------------ |
| 1     | Patricia Jost  | SC Obergoms           | 22:27,4 | 1+1          |
| 2     | Flurina Volken | SC Obergoms           | 22:27,8 | 0+2          |
| 3     | Aita Gasparin  | SC Bernina Pontresina | 23:27,8 | 1+2          |

#### Jugend (1995 und jünger)
| Platz | Starter      | Verein           | Zeit    | Schießfehler |
| ----- | ------------ | ---------------- | ------- | ------------ |
| 1     | Lena Häcki   | Nordic Engelberg | 18:37,8 | 1+2          |
| 2     | Julia Volken | SC Obergoms      | 20:26,7 | 2+2          |
| 3     | Elisa Perini | SAS Genève       | 21:59,5 | 2+1          |

### Massenstart 12,5 km
| \| Platz \| Starter \| Verein \| Zeit \| Schießfehler \| \| ----- \| --------------- \| --------------------- \| ------- \| ------------ \| \| 1 \| Elisa Gasparin \| SC Bernina Pontresina \| 35:55,8 \| 1+2+1+0 \| \| 2 \| Selina Gasparin \| SC Gardes-Frontière \| 36:26,4 \| 1+2+0+2 \| \| 3 \| Irene Cadurisch \| SC Gardes-Frontière \| 36:35,4 \| 1+2+2+2 \| | Datum: 30. März 2014 |                       |         |              |
| Platz | Starter              | Verein                | Zeit    | Schießfehler |
| 1 | Elisa Gasparin       | SC Bernina Pontresina | 35:55,8 | 1+2+1+0      |
| 2 | Selina Gasparin      | SC Gardes-Frontière   | 36:26,4 | 1+2+0+2      |
| 3 | Irene Cadurisch      | SC Gardes-Frontière   | 36:35,4 | 1+2+2+2      |

#### Juniorinnen (1993/1994)
| Platz | Starter        | Verein                | Zeit    | Schießfehler |
| ----- | -------------- | --------------------- | ------- | ------------ |
| 1     | Patricia Jost  | SC Obergoms           | 30:50,5 | 0+1+0+3      |
| 2     | Flurina Volken | SC Obergoms           | 31:11,7 | 0+2+3+0      |
| 3     | Aita Gasparin  | SC Bernina Pontresina | 31:34,1 | 0+2+1+1      |

#### Jugend (1995 und jünger)
| Platz | Starter      | Verein           | Zeit    | Schießfehler |
| ----- | ------------ | ---------------- | ------- | ------------ |
| 1     | Lena Häcki   | Nordic Engelberg | 27:07,6 | 1+1+2+2      |
| 2     | Julia Volken | SC Obergoms      | 28:52,7 | 1+2+3+1      |
| 3     | Anna Knaus   | SSC Toggenburg   | 30:45,3 | 1+2+3+3      |